# Georg Scheffers
Georg Scheffers (alemany: Georg Wilhelm Scheffers)  (Holzminden i Sebnitz, 21 de novembre de 1866 - Berlín, 12 d'agost de 1945) va ser un matemàtic alemany.

## Vida i obra
Scheffers va estudiar matemàtiques a la universitat de Leipzig entre 1884 i 1888. El primer curs encara va ser alumne de Felix Klein abans que aquest se'n anés a la universitat de Göttingen. A partir de 1886 va ser el deixeble més avançat de Sophus Lie, que va estar encantat que li prengués notes de les seves classes per, després, convertir-les en llibres sota la seva supervisió. El 1890 va obtenir l'habilitació per a la docència universitària i, tot i que Klein el va temptar d'anar a Göttingen, es va quedar com a professor a la universitat de Leipzig.
En 1891 va ser nomenat professor de la Universitat Tècnica de Darmstadt en la qual va romandre fins al 1907 en que va ser nomenat professor de la Technische Hochschule de Berlín (actual TU Berlín), de la qual va ser escollit rector el 1911. Es va retirar de la docència el 1935.
Les obres més importants de Scheffers són les seves versions de les classes de Lie publicades en dos volums els anys 1891 i 1893, a més del primer volum d'un llibre escrit en col·laboració amb Lie: Geometrie der Beruhrungstransformationen (1896) del qual no es va a arribar a publicar mai el segon volum. Aquests llibres continuen sent avui en dia les millors fonts per comprendre les fonamentals aportacions de Sophus Lie. Scheffers va publicar també nombrosos articles sobre geometria diferencial, geometria descriptiva i funcions de variable complexa.